# Grötväta
Grötväta kallades förr i tiden i svensk matkultur ett smaktillbehör att doppa grötskeden i. Det kunde främst förekomma i form av svagdricka, utspädd sirap, honung eller mjölk, där var och en doppade sin grötsked i den gemensamma väteskålen.
Naturligtvis har man även idag oftast till exempel mjölk, honung eller sylt till gröt (eller saftsås till risgrynsgröt), men begreppet grötväta används väl knappast nuförtiden.